# Fyzabad
Fyzabad es una localidad de Trinidad y Tobago, que forma parte de la región de Siparia.

## Geografía
La localidad abarca parte de la isla Trinidad y limita al norte con Pepper Village, al sur con Apex Oil Field, al este con Avocat Village y Thick Village y al oeste con Delhi Settlement.

## Demografía
Datos demográficos de la localidad de Fyzabad:
| Gráfica de evolución demográfica de Fyzabad entre 2000 y 2011 |
|                                                               |